# Vicepresidente de Colombia
La vicepresidente de la República de Colombia es el segundo más alto cargo del poder ejecutivo en Colombia. El vicepresidente es elegido por sufragio universal el mismo día y con la misma fórmula que el presidente de la República. La vicepresidenta ejerce la presidencia de forma definitiva cuando el presidente muere, renuncia o es apartado de su cargo por un enjuiciamiento. Tres vicepresidentes  han asumido la Presidencia a causa de renuncia del presidente.
Humberto de la Calle y Germán Vargas Lleras han sido los únicos vicepresidentes que han renunciado a su cargo.
Las funciones principales del vicepresidente están determinadas por la Constitución de 1991, la cual revivió la figura de la vicepresidencia, que había sido eliminada por la reforma constitucional de 1910. Desde 1991 el vicepresidente y su familia han residido en la Casa Vicepresidencial, en Bogotá D. C.
Actualmente, Francia Márquez es la vicepresidenta de la República de Colombia, siendo la segunda mujer y primera afrodescendiente en ocupar el cargo.

## Decreto 1874 de 2022
Mediante el Decreto 1874 de 2022, el presidente de la República de Colombia, Gustavo Petro, en uso de sus facultades establecidas en el artículo 202 de la Constitución Política de Colombia, le asignó a la vicepresidente Francia Márquez misiones y encargos especiales enmarcados en grandes bloques temáticos, bajo los ejes de legalidad, emprendimiento y equidad, las cuales direccionan las políticas públicas del Gobierno Nacional en el período 2022-2026.

## Evolución del cargo

### Convención Constitucional
El cargo de vicepresidente no fue mencionado en 1821 durante la convención constituyente que dio vida a la Constitución de Cúcuta, el titular de la vicepresidencia al igual que el de la presidencia ostentaría el cargo por cuatro años y sería el sucesor inmediato de este, en caso de muerte, renuncia o destitución en un principio se contemplo la idea de que vicepresidente, también fungiera como presidente del concejo de Estado, pero esta idea, jamás llegó a ser establecida de forma oficial.

### Primeros vicepresidentes y funciones
La Constitución de 1830 volvió a retomar la figura del vicepresidente e incluso fue sancionada por el vicepresidente encargado en ese momento, el general Domingo Caycedo. Este texto duró poco antes de la desintegración de la Gran Colombia y dio paso a la Constitución de 1832, que cambió las reglas para la vicepresidencia, pues, teniendo en cuenta lo ocurrido entre Francisco de Paula Santander y Simón Bolívar, se estableció que la vicepresidencia sea elegido dos años después. del presidente.
Esta elección alterna, que permitía que el vicepresidente estuviera por dos administraciones, se planteó para evitar rivalidades. Además, se estableció que el vicepresidente sería el encargado de presidir el Consejo de Estado, órgano que en ese momento tenía carácter consultivo para asesorar al presidente en la toma de decisiones.
Entre 1832 y 1858 el país enfrentó diversas guerras civiles como la Guerra de la Corte Suprema, sufrió golpes de estado como el de José María Melo y tuvo varios textos constituyentes, pero siempre contó con la figura del vicepresidente. Sin embargo, en la Constitución de la Confederación Granadina, de carácter liberal, se tumbó la figura cuestionada y se dio oportunidad a que el presidente eligiera a su discreción a tres designados dentro de los cuales el primero tenía la función de sustituir al presidente en su ausencia.
Dada la intención liberal de tener un Poder Ejecutivo restringido, la figura del vicepresidente no calzaba en el ordenamiento colombiano , por lo que recién llegó a ser rescatada en 1886, con la regeneración. La nueva constitución conservadora trajo nuevamente la figura del vicepresidente al ordenamiento jurídico colombiano. Rafael Núñez aprovechó esta figura para hacerse elegir y dejar en el poder a su vicepresidente tras su muerte en 1894.

## Papel constitucional

### Sucesor del presidente
En ausencia tanto del presidente como del vicepresidente, el artículo 203 de la Constitución de Colombia establece que el cargo de presidente será asumido por un ministro en el orden de precedencia establecido por la ley. El ministro que asuma debe ser miembro del mismo partido o movimiento al que pertenecía el presidente original, y ejercerá la presidencia interina de forma temporal hasta que el Congreso, dentro de los 30 días siguientes a la vacancia presidencial, elija un nuevo vicepresidente que asumirá la presidencia.

### Mandato constitucional
De acuerdo al Decreto 2719 del 17 de diciembre de 2000 en la Constitución de Colombia de 1991 que modificó la estructura del Departamento Administrativo de la Presidencia de la República, las funciones del vicepresidente son (Consultar Constitución Política de Colombia de 1991, artículo 202.)Decreto 1874 de 2022:
1.Ejecutar misiones especiales fijadas por el Presidente de Colombia y de conformidad con la Constitución colombiana.
2.Asesorar al presidente en la ejecución de políticas y políticas en materia de Derechos Humanos y Corrupción.
3.Colaborar con la gestión del gobierno colombiano en las actividades internacionales y nacionales en materia de Derechos Humanos y corrupción.
4.Planificar mecanismos para armonizar acuerdos entre los diferentes niveles del poder ejecutivo en Colombia en temas de Derechos Humanos y corrupción.
5.Representar a Colombia internacionalmente por orden del presidente.
6.Por determinación del presidente, el vicepresidente apoyará y asesorará al presidente en otros asuntos.
7.Otras funciones serán atendidas de acuerdo a las necesidades del presidente.

### Papel moderno
El poder real de la oficina fluye principalmente de las delegaciones de autoridad formales e informales del presidente. Estas delegaciones pueden variar en importancia. El alcance de los roles y funciones del vicepresidente depende de la relación específica entre el presidente y el vicepresidente, pero a menudo incluye deberes como redactor y portavoz de las políticas de la administración, asesor del presidente y símbolo de unión y promoción del presidente. La influencia del vicepresidente en estos roles depende casi por completo de las características de cada administración.